# Mijas
Mijas er en by og kommune i det sydlige Spanien i provinsen Málaga. Den har et indbyggertal på 93.302 (2024) indbyggere.